# Grupo Austrália

Mapa-múndi em que são destacados os países participantes do Grupo Austrália.

O Grupo Austrália (em inglês: Australian Group, AG) é um grupo informal de países (e que inclui igualmente a Comissão Europeia) estabelecido em 1985 (depois de o Iraque ter utilizado armas químicas contra o Irão em 1984) para reduzir a disseminação de armas químicas e armas biológicas através da supervisão e controle da difusão de tecnologias necessárias para as produzir. O Grupo era inicialmente composto por 15 membros, mas aumentou para 41, incluindo todos os membros da OCDE, exceto o México, a Comissão Europeia, todos os 27 Estados-membros da União Europeia, Ucrânia e Argentina.  Este Grupo foi assim denominado, pois foi a Austrália que teve a iniciativa de impedir a proliferação desses artigos, para além de ser esse o país responsável pelo Secretariado.
O Grupo possui uma lista comum de tecnologias  utilizadas em programas de armas químicas e biológicas com restrições de exportação.
Os Estados membros reúnem-se anualmente em Paris.

## Membros
Alemanha, Argentina, Austrália, Áustria, Bélgica, Bulgária, Canadá, Chipre, Comissão Europeia, Croácia, Dinamarca, Eslováquia, Eslovénia, Espanha, Estados Unidos da América,  Estónia,  Finlândia, França, Grécia, Holanda, Hungria, Irlanda, Islândia, Itália, Japão, Letónia, Lituânia, Luxemburgo, Malta, Nova Zelândia, Noruega, Polónia, Portugal, Reino Unido, República Checa, República da Coreia, Roménia, Suécia, Suíça, Turquia e Ucrânia.